# Diaklaas

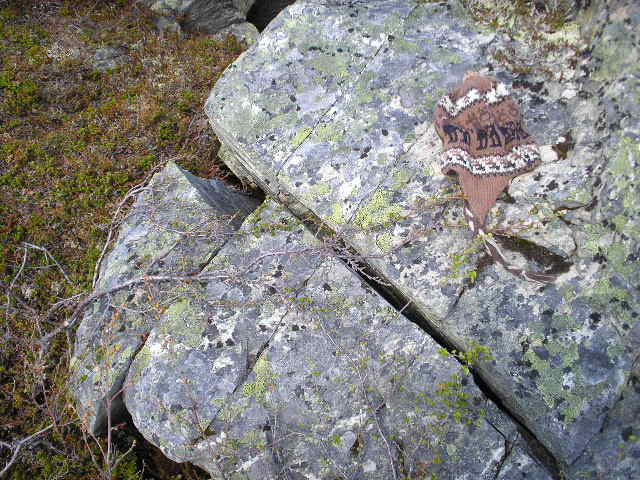
Diaklazen met twee voorkeursoriëntaties in een losliggend stuk gesteente. Waarschijnlijk heeft vorstverwering al bestaande zwaktezones in het gesteente versterkt waarop het stuk steen brak.

Een diaklaas of een daarvoor vaak gebruikt Engels leenwoord joint is een breuk in een gesteente, waarlangs geen of nauwelijks beweging heeft plaatsgevonden, maar waar het gesteente uit elkaar bewoog dankzij een extensief spanningsregime. Behalve door tektonische beweging kan dit bijvoorbeeld ook door fysische verwering worden veroorzaakt.
Diaklazen kunnen zich tegelijk ontwikkelen in zogenaamde joint sets, waarbij een diaklaas een oriëntatie evenwijdig aan de as van de maximale hoofdspanning (σ1) ontwikkelt, de vlakken van de diaklazen staan loodrecht op de extensierichting (σ3).